# Dusona annexa
Dusona annexa är en stekelart som först beskrevs av Forster 1868.  I den svenska databasen Dyntaxa används istället namnet Dusona limnobia. Dusona annexa ingår i släktet Dusona och familjen brokparasitsteklar. Arten är reproducerande i Sverige. Inga underarter finns listade i Catalogue of Life.